# Aubrieta deltoidea
Aubrieta deltoidea là một loài thực vật có hoa trong họ Cải. Loài này được (L.) DC. mô tả khoa học đầu tiên năm 1821.